# Попове болото (заповідне урочище)
Попове болото — заповідне урочище місцевого значення. Об'єкт розташований на території Городенківського району Івано-Франківської області, село Вільхівці.
Площа — 0,5000 га, статус отриманий у 1993 році.